# Le Puy-en-Velay
Puy-en-Velay – miejscowość i gmina we Francji, w regionie Owernia-Rodan-Alpy, w departamencie Górna Loara.
Według danych na rok 1990 gminę zamieszkiwały 21 743 osoby, a gęstość zaludnienia wynosiła 1295 osób/km².

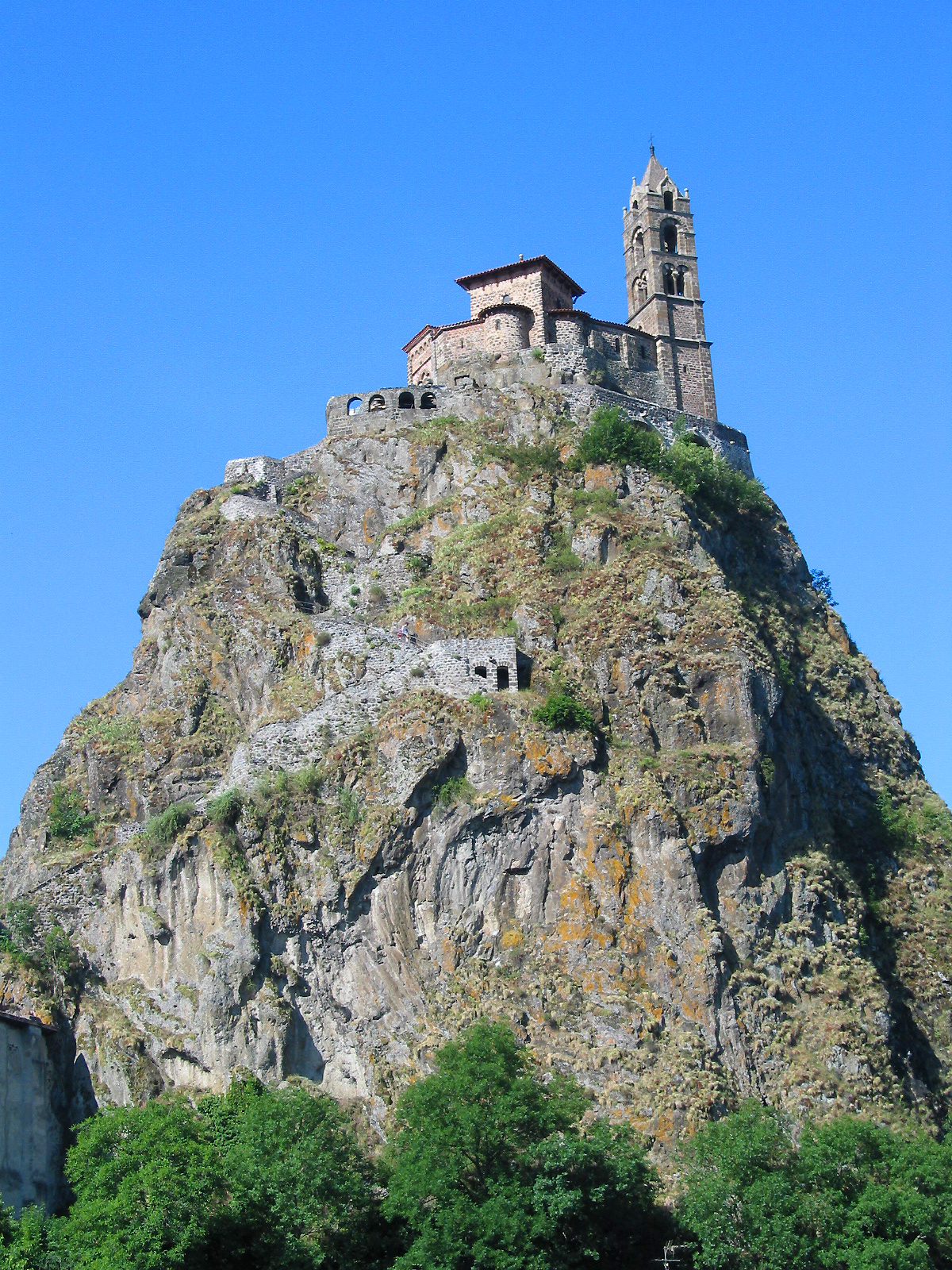
kaplica Saint Michel d’Aiguilhe

Jest ośrodkiem kultu maryjnego. Znajduje się tam figura Matki Boskiej Czarnej Madonny. Jest to również jeden z początkowych punktów na szlaku do Santiago de Compostela.
Pochodzi stąd Marion Bartoli, francuska tenisistka, finalistka wielkoszlemowego Wimbledonu z 2007 roku, znana z wielu niespodziewanych zwycięstw nad czołowymi zawodniczkami cyklu WTA.

## Współpraca
- Meschede, Niemcy
- Tonbridge, Wielka Brytania
- Tortosa, Hiszpania
- Brugherio, Włochy
- Mangualde, Portugalia